# Наугольная башня (Белый город)
Науго́льная ба́шня (также Кру́глая) — одна из двух угловых башен Белого города (вторая — Алексеевская башня). Располагалась она на территории современного Воспитательного дома. В Смутное время была одной из основных целей как польских, так и русских войск. В связи с обветшанием в XVIII веке Наугольная башня была снесена, как и остальные составные части крепости Белого города.

## Этимология
В разряде 1616 года упоминается как Наугольная башня, в разряде 1618 года — как Наугольная или Круглая, в разряде 1633 — как Наугольная.
В описи 1667 года называется «Глухая круглая башня, что на Васильевском лужку». В описи 1701 года называется «Башня глухая круглая».
Варианты названия башни содержат отсылки как к положению башни на углу стены (Наугольная), так и к её форме (Круглая). Иногда к названию башни добавляли уточнение по её местоположению — «на Васильевском лужку».

## История
В 1611 году Наугольная башня, как имевшая стратегическое значение, оборонялась польской ротой из 400 всадников Бобовского и была первой целью русских войск Первого ополчения. Внезапным приступом ополченцы заняли башню и обратили против поляков их же орудия. Отбивать башню отправилась рота Млоцкого, вооружённая одними саблями и двигавшаяся по стене. В результате сражения башня вернулась под контроль поляков, которым досталось несколько трофейных бочонков пороха.
Во время осады Москвы в 1618 году войсками польского королевича Владислава обороной участка Белого города от Яузских ворот до Васильевских проломных ворот, включавшего Наугольную башню, руководил боярин Пётр Головин, под его началом находилось 268 человек, среди которых 45 стрельцов.
21 июня (1 июля) 1633 года в связи с вестями об очередном набеге крымских татар на Русское царство была выполнена роспись защитников Москвы. На Наугольной башне — Иван Вельяминов, Иван Малечкин и подьячий Пётр Ермолин. Под их началом находилось 62 человека. Однако до Москвы крымско-татарская орда не добралась.
По состоянию на 1667 год использовалась для хранения пороха. На выполненной около 1707 года гравюре Питера Пикарта башня показана с утраченной кровлей.
Во второй половине XVIII века башня и прилегающая часть стены были снесены. Полученный при этом кирпич использовался для строительства на этом месте Воспитательного дома.

## Архитектура
Это была одна из двух многогранных (называемых также круглыми) наугольных башен Белого города (другая — Алексеевская башня). На рисунке из альбома Мейерберга (1661—1662 годы) башня показана увенчанной конусообразным шатром.